# Idealverein für Sportkommunikation und Bildung
Der Idealverein für Sportkommunikation und Bildung e. V. (kurz: ISB) ist ein gemeinnütziger, eingetragener Verein in Schweinfurt, der 2007 gegründet wurde und Mitglied des Bayerischen Landes-Sportverbandes (kurz: BLSV) ist.
Alleinstellungsmerkmal des ISB ist die für einen Sportverein unübliche Struktur. So unterhält der Verein keine Sportabteilungen, sondern arbeitet thematisch in Zweckbetrieben. Außerdem werden Mitglieder primär als Mitgestalter angesehen. Sie sollen die Vereinspolitik aktiv vorantreiben, die Leitgedanken mittragen und nicht in erster Linie Sport konsumieren. Die Sport- und Bewegungsangebote des ISB, mit denen wöchentlich mehr als 350 junge Menschen mit Sport und Bewegung versorgt werden, richten sich an alle Interessierten, wobei nicht zwischen Mitgliedern und Nicht-Mitgliedern differenziert wird. Oft gelingt es, dass junge Menschen durch die Angebote an den Sport herangeführt werden und sich daraufhin einem konventionellen Sportverein in der Region anschließen.
Aufgrund langjähriger Erfahrung in der Beratung und in der Praxis des Schulischen Ganztags, wurde der ISB 2016 durch die Bayerische Sportjugend (BSJ) im BLSV beauftragt, im Rahmen der „BSJ-Agentur Sport im Ganztag“ andere bayerische Sportvereine strukturell zu befähigen, ebenfalls im schulischen Ganztag als Vollkooperationspartner von Schulen oder als Träger von Betreuungsangeboten aktiv zu werden. Um dieses Modell der Bewegten Ganztagsschule finanzierbar zu gestalten, hat der Verein verschiedene Wege entwickelt, deren erster Ansatz als „Schweinfurter Modell der Bewegten Ganztagsschule“ publiziert ist. Dieser beschreibt, wie  Bildungs- und Betreuungsleistungen an Ganztagsschulen durch Sportvereine, auch unter Zuhilfenahme von Freiwilligendiensten erbracht werden können. Eine Einsatzstellenzertifizierung dieses Modells mit dem QUIFD-Siegel für Qualität in Freiwilligendiensten erfolgt seit 2014. Neben dieser Eigenheit des Ansatzes als zunächst sportökonomische Modellierung verweist die  PHINEO gAG in einem Themenreport darauf, dass auf diese Weise in hohem Maße soziale Wirkung erzielt wird. Künftig wird der ISB noch weitere Geschäftsfelder für den organisierten Sport erschließen.
Besondere überregionale Bedeutung erlangte der ISB durch sein Engagement im Bereich der Integration. So wurden die zwei Vereins-Programme „Zentrum für Diagnostik und Prävention“ (ZDP) und „Vereint in Bewegung“ (ViB) von der  Deutschen Sporthochschule Köln für einen von drei vorgesehenen deutschen Beiträgen ausgewählt und in der von der University of Southern Denmark europaweiten Studie „Promotion Social Integration and Volunteering in Sports Clubs“ veröffentlicht, wo sie als  „Good Practice“-Beispiel beschrieben werden. In dem Bericht wird unter anderem auch hervorgehoben, dass der Verein sein Wissen nicht nur anwendet, sondern auch weitergibt, indem er andere Vereine berät.